# Grupo Paranaense de Comunicação
Grupo Paranaense de Comunicação (também chamado pela sigla GRPCom) é um conglomerado de mídia brasileiro sediado em Curitiba, capital do estado do Paraná. Teve início no segmento de jornal impresso, por meio da compra da Gazeta do Povo.
O conglomerado controla uma rede estadual composta por oito emissoras de televisão aberta, quatro emissoras de rádio, dois jornais e dois portais eletrônicos, totalizando 13 veículos de comunicação. Há ainda o Instituto GRPCom, organização sem fins lucrativos responsável pela elaboração de projetos voltados à educação.

## História
A atuação do grupo teve início a partir da compra do jornal diário Gazeta do Povo pelos sócios Francisco Cunha Pereira Filho e Edmundo Lemanski, em 1962.
Sete anos mais tarde, em 1969, o empresário Nagib Chede vende, para Francisco e Edmundo, a TV Paranaense, então afiliada às redes REI e TV Excelsior, e a partir de 1976, à Rede Globo, marcando o início da atuação do conglomerado no meio televisivo. Em outubro de 1979, a TV Coroados de Londrina foi vendida por Paulo Pimentel para o grupo. Em 1978, o grupo adquire a TV Cultura de Maringá, dos empresários Joaquim Dutra e Samuel Silveira.
Em 1988, foi inaugurada a 98 FM, primeira emissora de rádio do grupo, operando em 98,9 MHz.
Em 1° de julho de 1989, a TV Cataratas, emissora do grupo em Foz do Iguaçu, é inaugurada. Em 1992, a TV Esplanada, então afiliada à Rede Bandeirantes, passa a fazer parte do conglomerado, e se afilia à Rede Globo.
Em 2000, adquire a TV Guarapuava, afiliada à Band na cidade de Guarapuava, que é renomeada para TV Guairacá, afiliando-se à Rede Globo. Inicialmente, esta emissora repetia a programação da TV Esplanada, sem produzir programas locais.
Em 1997, a TV Imagem do Noroeste, sediada em Paranavaí, outra então afiliada da Band, é vendida ao grupo.
Em 1999, o Jornal de Londrina passa a fazer parte do conglomerado. Em março de 2000, a TV Carimã, então emissora própria da CNT, é comprada pela Rede Paranaense e é renomeada para TV Oeste em 1° de abril. No mesmo dia, a emissora passa a retransmitir a programação da Globo.
Em novembro de 2000, o grupo passa a se identificar oficialmente como Rede Paranaense de Comunicação. No mesmo mês, a TV Guairacá passa a produzir programação local.
Em 1° de julho de 2006, a Rede Paranaense inaugura a Globo FM, na frequência 93,9 MHz. Em 10 de fevereiro de 2008, a emissora muda de nome e formato, e a passa a se chamar Mundo Livre FM.
Em 2010, o grupo passa a se denominar Grupo Paranaense de Comunicação. No mesmo ano, cria o jornal digital Gazeta Maringá.
Em 19 de abril de 2011, estreou o canal de TV a cabo ÓTV, no canal 23 da NET Digital. No mesmo ano, em 7 de dezembro, o GRPCom adquire a rádio Cultura FM de Maringá. Também adquiriu, no mesmo mês o jornal impresso Tribuna do Paraná e o portal de notícias Paraná Online.
Em abril de 2013, é criada a Zaag, agência especializada em marketing promocional.
No dia 1° de janeiro de 2014, a Cultura FM Maringá muda de nome e formato e se torna a primeira emissora da Mundo Livre FM no interior do Paraná. Em 14 de dezembro, o canal ÓTV é encerrado, em meio a cortes de gastos em diversas subsidiárias do grupo.